# Provincia marítima de Lugo
La provincia marítima de Lugo es una de las treinta provincias marítimas en que se divide el litoral de España. Comprende desde el meridiano de la ría de Ribadeo hasta el meridiano de Estaca de Bares. Limita al este con la provincia marítima de Avilés y al oeste con la provincia marítima de Ferrol.
La capitanía de esta provincia marítima está situada en Burela. Sus puertos más importantes son el puerto de Cillero, el puerto de San Ciprián y el puerto de Burela.
De este a oeste consta de los siguientes distritos marítimos:
- Ribadeo (LU-1): desde la ría de Ribadeo hasta el río Masma.
- Burela (LU-2): desde el río Masma hasta la punta de Morás.
- Vivero (LU-3): desde la punta de Morás hasta Estaca de Bares. Incluyendo la isla Coelleira.